# Lukkarinsaari (ö i Lappland, lat 68,38, long 27,43)
Lukkarinsaari är en ö i Finland.   Den ligger i kommunen Enare  i landskapet Lappland, i den norra delen av landet, 900 km norr om huvudstaden Helsingfors.